# Jordie Bellaire
Jordie Bellaire és una escriptora i colorista de còmics estatunidenca que viu a Irlanda i treballa per a les editorials de còmics DC, Marvel, Valiant i Image. Ha pintat Pretty Deadly, The Manhattan Projects, Moon Knight, The Vision, Magneto, Nowhere Men, Hawkeye, Batman, entre altres títols.
A Bellaire se li atribueix l'inici de la iniciativa "Els còmics són per a tothom" per fer que la comunitat de còmics sigui més inclusiva i compassiva.
El 2017 va publicar Redlands el seu primer còmic com escriptora d'una sèrie regular.

## Colorist Appreciation Day
Després d'una publicació al Tumblr de Bellaire a principis del 2013, els fans van declarar que el 24 de gener era el "Colorist Appreciation Day" (Dia de l'apreciació del colorista), per tal de celebrar fins a quin punt el color afegeix a l'art de qualsevol còmic. A la seva publicació, una carta oberta titulada "I'm mad as hell and I'm not going to take it any more" (Estic boja com l'infern i no ho aguantaré més), dirigida a una convenció de fans sense nom, parla de la importància que té el colorista però del poc reconeixement que tenen, dient "Els coloristes són el cantant increïble desconegut de suport que fa que cada cançó sigui increïble".

## Reconeixements
El 2014, Bellaire va ser nominada al premi Eisner a la millor artista de portades per la seva col·laboració a The Wake amb Sean Murphy. A més, també va rebre una nominació al premi al millor color pel seu treball en diversos títols, que va guanyar el 2014 i el 2016.
El 2020 va guanyar el premi Ringo al millor colorista.
El 2021 la sèrie de Black Widow, amb color de Bellaire a tots els números, va guanyar el premi Eisner a millor sèrie nova.